# Wei Qiuyue
Wei Qiuyue (chinesisch 魏秋月, Pinyin Wèi Qiūyuè; * 26. September 1988 in Tianjin) ist eine chinesische Volleyballspielerin.
Wei Qiuyue war von 2006 bis 2016 Zuspielerin in der chinesischen Nationalmannschaft und gewann bei den Olympischen Spielen 2016 in Rio de Janeiro die Goldmedaille und bei den Olympischen Spielen 2008 in Peking die Bronzemedaille. Sie wurde außerdem 2014 Vizeweltmeisterin in Italien und gewann 2015 den Weltpokal in Japan. Dabei wurde sie mehrfach als „Beste Zuspielerin“ ausgezeichnet. Wei wurde auch 2011 Asienmeisterin und gewann 2010 die Asienspiele.